# Scultura altomedievale

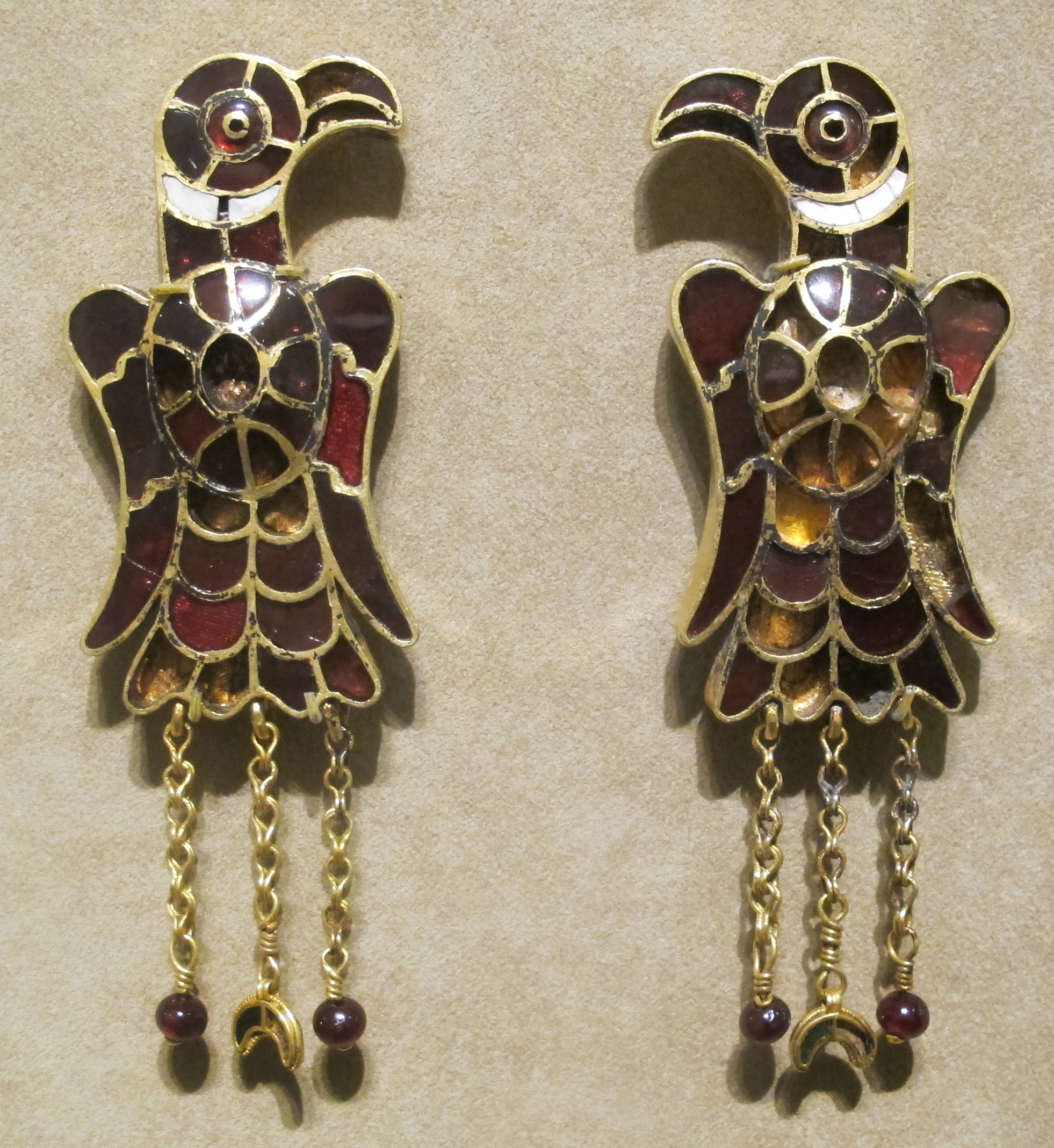
Orecchini ostrogoti in stile policromo, Metropolitan Museum of Art, New York

Con scultura e oreficeria altomedievale si intende la produzione scultorea dal V secolo (invasioni barbariche) a circa l'XI secolo, dopo il quale si sviluppò, con inizio diverso a seconda della zona, un'arte più monumentale denominata più tardi come "scultura romanica".
Con l'avvento del Cristianesimo venne meno la tradizione della scultura a tutto tondo (pur con qualche eccezione), troppo legata a reminiscenze degli idoli pagani. Inoltre i popoli barbarici, essendo tradizionalmente nomadi o seminomadi, non producevano opere d'arte ingombranti e voluminose: per questo la scultura fu inizialmente dismessa o rarefatta (così come l'architettura e l'affresco), mentre acquistarono importanza l'oreficeria e l'intaglio su materiali leggeri come legno e, nelle zone dove era possibile importarlo, l'avorio.
In Italia si ebbe una produzione un po' atipica per via della forte influenza bizantina nell'alto medioevo (soprattutto lungo la costa adriatica) e la promozione di modelli tardo antichi e paleocristiani esercitata dal papato, un'istituzione in piena ascesa politica ed economica.

## Oreficeria barbarica

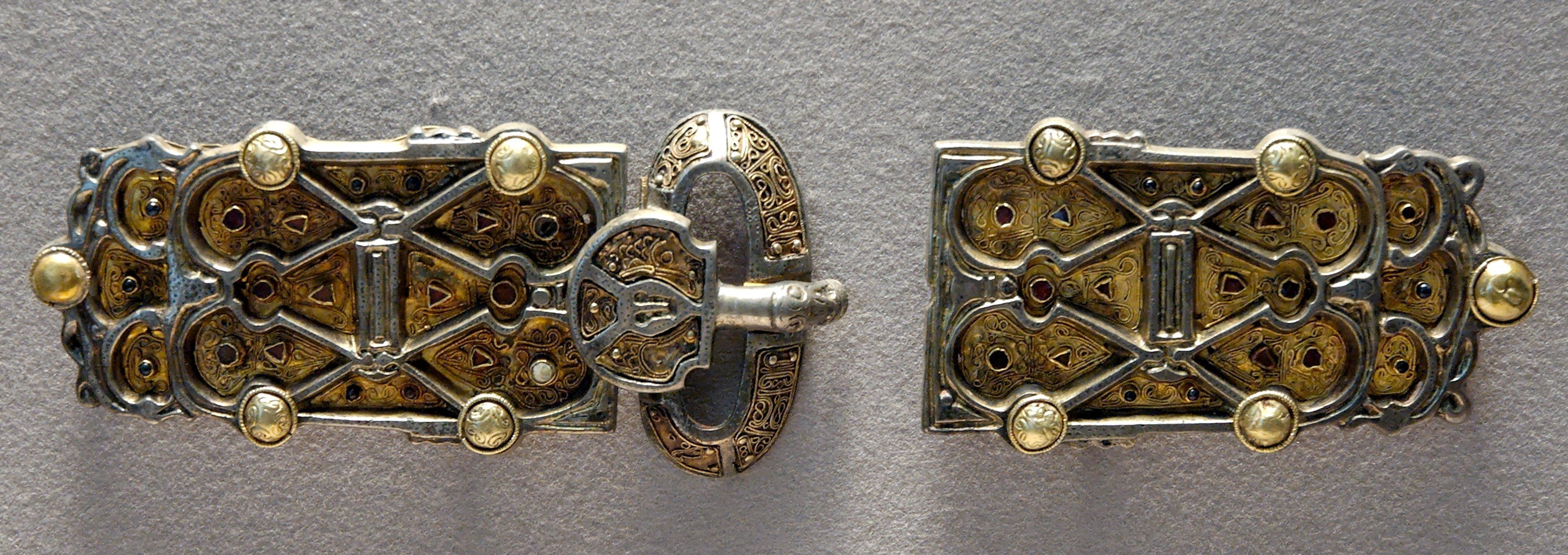
Fibbia di Aregunda, arte merovingia, 570 circa, Museo di Antichità, Saint-Germain-en-Laye

I popoli barbarici raggiunsero in particolare in oreficeria i migliori risultati artistici, con notevoli apporti originali. Le principali produzioni riguardano fibule, diademi, else, fibbie di cinturoni.

### Stile policromo
Un primo stile, detto policromo, risale agli Unni e trovava dei precedenti nelle popolazioni stanziate sul Mar Nero. Si contraddistingue dall'uso di pietre levigate (spesso rosse come granati e almandini), incastonate nell'oro, sia isolate, sia a distanze ravvicinate, ricoprendo quasi l'intera superficie con sottili strisce di metallo prezioso tra un castone e l'altro. Nella seconda metà del V secolo questa tecnica raggiunse un apice all'epoca di Childerico I e più o meno contemporaneamente si diffuse anche in Italia e Spagna tramite i goti. In Spagna le forme usate furono meno elaborate e meno ricche. Questa tecnica, oltre all'ampia diffusione, ebbe una vita molto lunga, essendo usata ancora dai Franchi e dai Longobardi nel VII secolo.

### Stile animalistico
Un secondo stile è quello animalistico, che venne portato ad alti livelli nel bacino del Mare del Nord e nella Scandinavia, prima di diffondersi in tutta Europa. I manufatti tipici in questo stile sono fibbie e guarnizioni varie ed hanno analogia con produzioni simili in province romane quali la Britannia e la Pannonia. In queste opere le figure geometriche invadono tutta la superficie ed a seconda dei risultati si hanno due, o tre per alcuni storici dell'arte sottodivisioni:
1. Stile animalistico I: caratterizzato da una disposizione degli elementi scomposta ed asimmetrica; gli elementi zoomorfi sono essenziali ma realistici; e
2. Stile animalistico II: sviluppatosi successivamente su influsso dell'arte bizantina, presenta maggiore regolarità e fluidità del disegno; gli elementi zoomorfi diventano più stilizzati, fino a venire assorbiti in inestricabili motivi a nastro.
3. Stile animalistico III: caratteristico dei paesi scandinavi dal 700 in poi, che riprende alcuni elementi del primo stile e tende a risaltare le forme di animali aggrovigliate, secondo i codici decorativi irlandesi.[3][4]

Oltre che in oreficeria motivi simili vennero sviluppati nella scultura in pietra e nei manoscritti miniati dei monasteri, soprattutto nelle pagine tappeto prodotte nel VII secolo nelle isole britanniche (v. c.d. arte insulare).

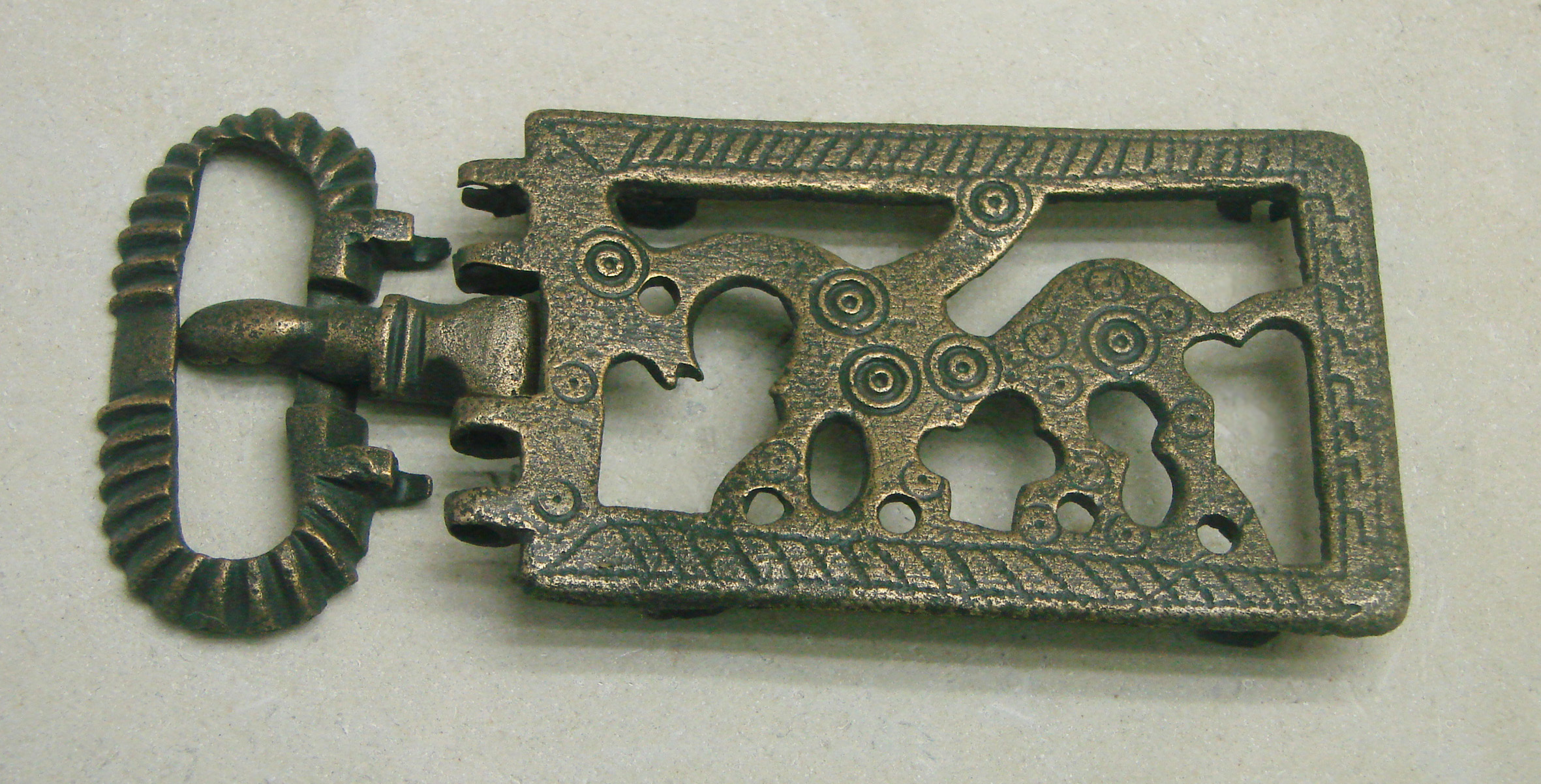
Placca zoomorfa, epoca merovingia, Musée St-Remi, Reims
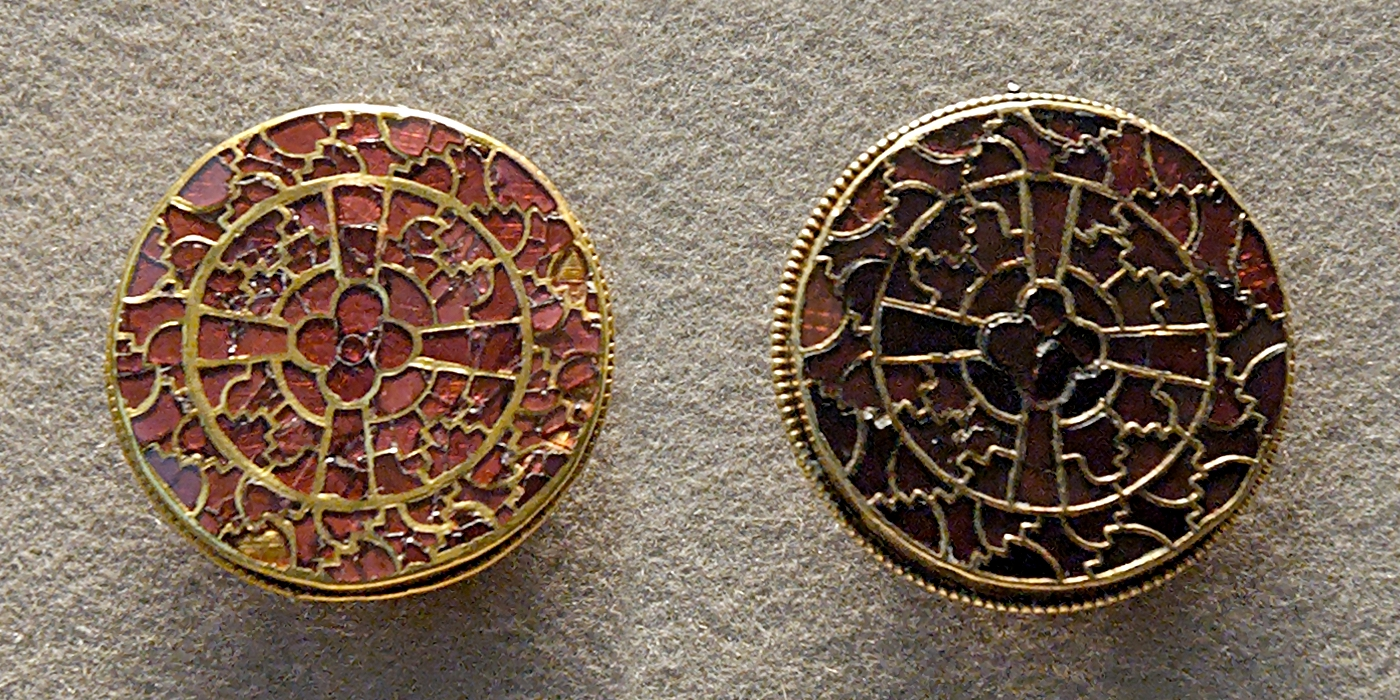
Fibule di Aregunda, 570 circa, Museo di Antichità, Saint-Germain-en-Laye
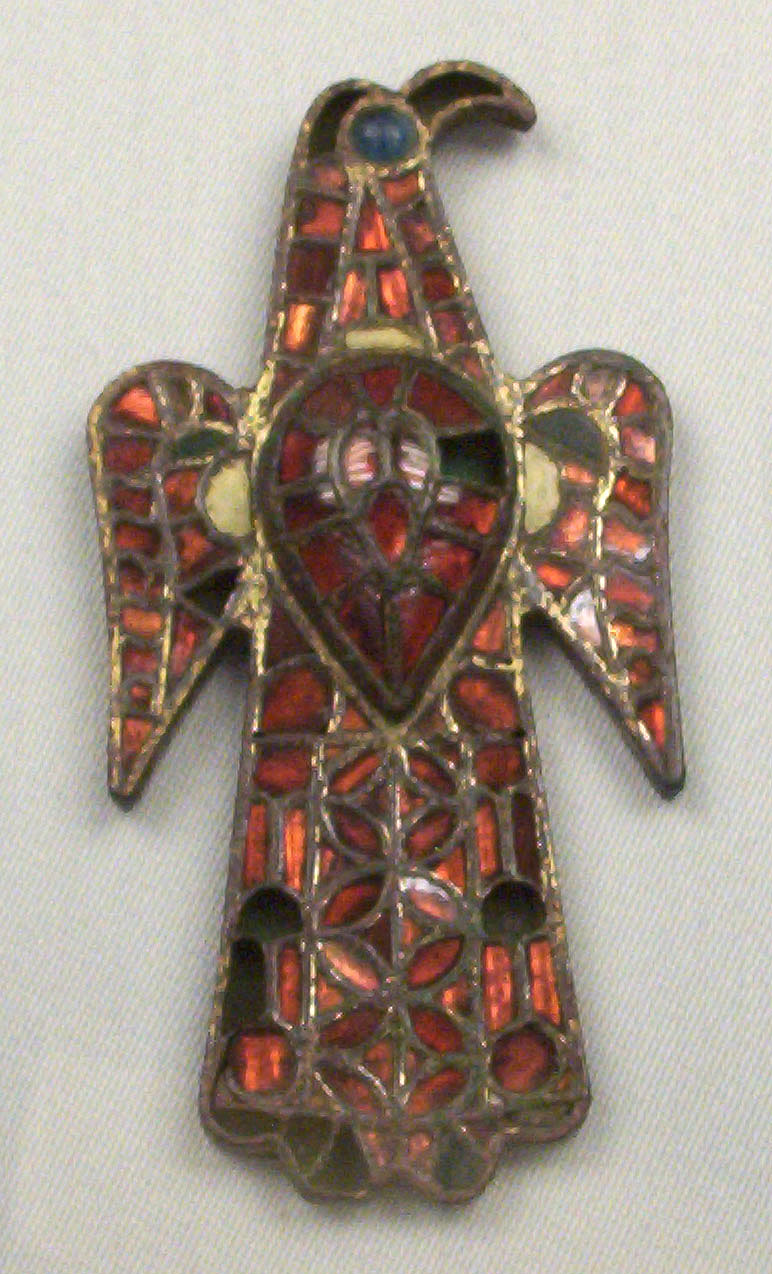
Fibula aquiliforme, VI secolo, Madrid

## Scultura all'epoca di Teodorico e Giustiniano

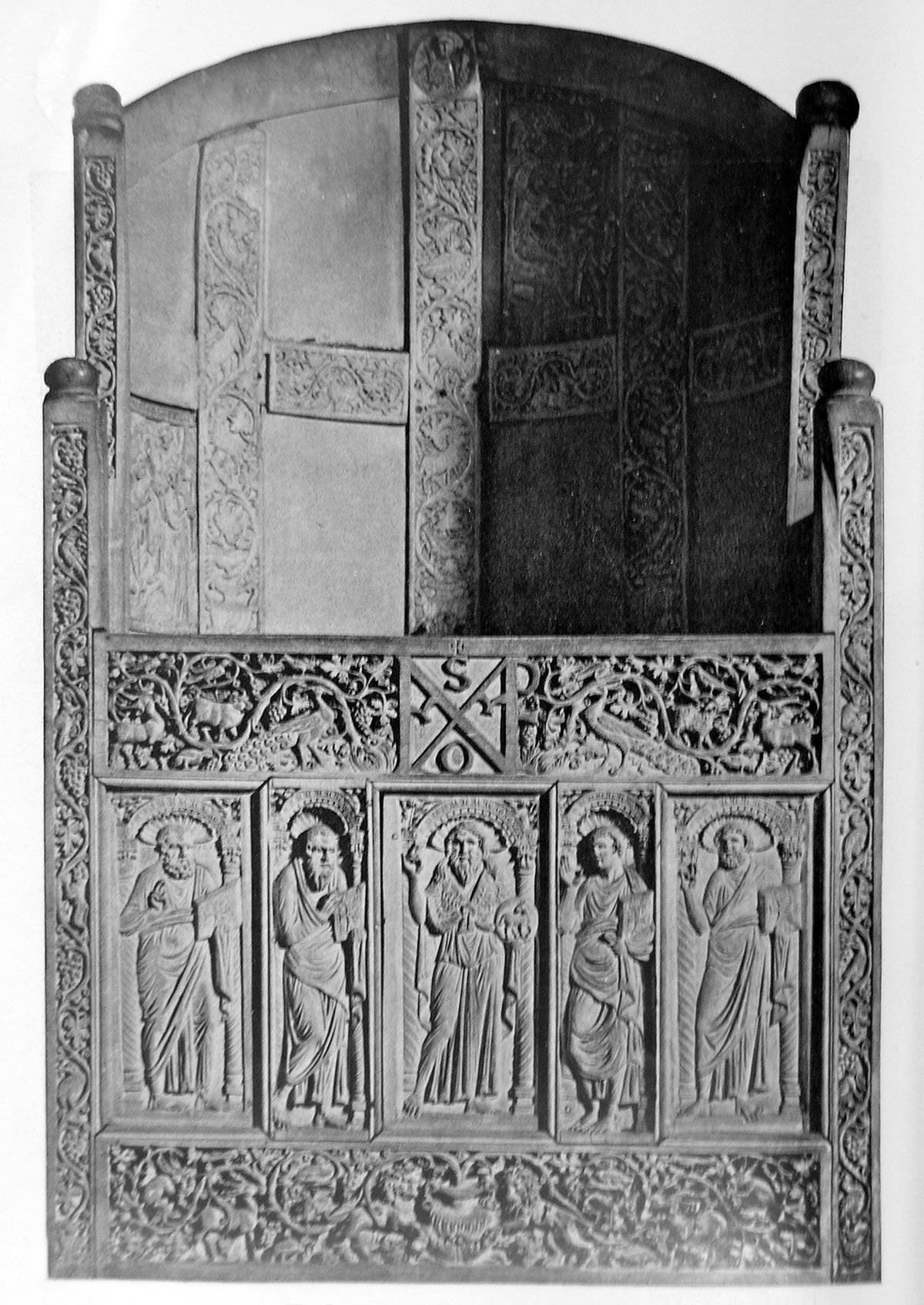
Vista frontale della cattedra di Massimiano, con il monogramma del vescovo

Teodorico il Grande fu re d'Italia dopo aver sconfitto il re degli Eruli Odoacre (493). Stabilì la sua capitale a Ravenna, dove promosse un'importante stagione artistica dominata da modelli costantinopolitani, essendo lui stesso permeato della cultura di Bisanzio dove era strato educato ed aveva vissuto a lungo.
È andata perduta la statua equestre in bronzo che lo ritraeva e che aveva fatto collocare davanti al suo palazzo (forse il "Regisole"). Il modello per tale opera, uno dei rarissimi casi di scultura monumentale a tutto tondo nell'alto medioevo, era la statua del Marco Aurelio, che all'epoca si pensava raffigurasse Costantino I e che simboleggiava il potere sacrale, essendo posta davanti al palazzo del Laterano a Roma.
Nell'arte ravennate sopravvissuta è difficile trovare retaggi barbarici, per cui si è pensato che gli artisti fossero dei latini che lavoravano alternativamente per la committenza ostrogota (ariana) e latina (ortodossa, nel senso di fedele al cristianesimo efesino-niceno). L'unica traccia di un motivo scultoreo derivato dall'oreficeria si trova nel Mausoleo di Teodorico, dove il fregio è decorato "a tenaglia", assente nel repertorio romano/bizantino.
Un'opera ravennate più tarda, dell'epoca di Giustiniano, è la cattedra vescovile di Massimiano, realizzata con pannelli in avorio, scolpita tra il 546 e il 556 ed oggi conservata presso il Museo arcivescovile di Ravenna.
Entro cornici con ricchi motivi vegetali, sono collocati pannelli con figure di Santi, Storie di Cristo, con alcuni episodi riferibili a vangeli apocrifi, e storie di Giuseppe. Vi si trova al centro il monogramma di Maximianus, ma dove e quando siano stati realizzati i pannelli è ancora un tema controverso e discusso.
Interessanti sono anche gli amboni conservati in Duomo e nella basilica di San Vitale, che mostrano come anche in scultura la tendenza fosse verso un'involuzione del senso plastico in favore di una maggiore idealizzazione e carica simbolica.

## Scultura e oreficeria longobarda

### Scultura longobarda

Pluteo "di Teodote", VIII secolo (Pavia, Musei Civici)

Pluteo "di Teodote", VIII secolo (Pavia, Musei Civici)

I longobardi regnarono in Italia dal 568 al 774.
I migliori esempi di scultura longobarda si trovano a Cividale del Friuli ed a Pavia. Nel Museo Civico Malaspina di Pavia sono conservati due plutei dell'inizio dell'VIII secolo, provenienti dall'oratorio di San Michele alla Pusterla. Entro elaborate cornici con tralci ed elementi vegetali sono raffigurati dei pavoni che si abbeverano a una fonte sormontata dalla croce e dei draghi marini davanti all'albero della vita. Presentano un rilievo bidimensionale staccato incisivamente dal fondo, con un effetto calligrafico incisivo, che opera una stilizzazione altamente simbolica.
Sempre a Pavia è custodita la Lastra tombale del duca Adaloaldo, risalente al 718 e recante una lunga iscrizione arricchita da bassorilievi a soggetto vegetale.
Durante la cosiddetta Rinascenza liutprandea (inizio dell'VIII secolo, in particolare nel decennio 730-740 circa) furono scolpiti due opere di gran pregio ancora esistenti a Cividale:
- L'Altare del duca Ratchis, nel Museo Cristiano di Cividale, composto da un unico blocco di pietra d'Istria scolpito sulle quattro facce laterali con figure fortemente bidimensionali e con un netto distacco della parte scolpita, rispetto allo sfondo, come un disegno a rilievo. Questo effetto, assieme alla marcata stilizzazione delle figure e il senso calligrafico, fa assomigliare l'altare più ad un monumentale cofanetto eburneo.
- Il Battistero di Callisto, sempre nel Museo Cristiano di Cividale, con due lastre scolpite molto simili all'altare del duca Ratchis (forse addirittura dello stesso autore) e figure simboliche legate al sacramento del battesimo (pavoni e grifoni alla fonte, leoni ed agnelli, simboli cristologici e degli Evangelisti, ecc.). Presenta una forma ottagonale ed è sormontato da arcate a tutto sesto sostenute da colonne corinzie. Anche sulle arcate si trovano iscrizioni e motivi decorativi vegetali, zoomorfi e geometrici.

Notevole è anche la raffinatezza esecutiva della Lastra tombale di San Cumiano, presso l'Abbazia di Bobbio: risalente agli anni del regno di Liutprando, reca un'iscrizione centrale, racchiusa da una doppia cornice a motivi geometrici (serie di croci) e fitomorfi (tralci di vite).

Rilievo dell'altare del Duca Ratchis
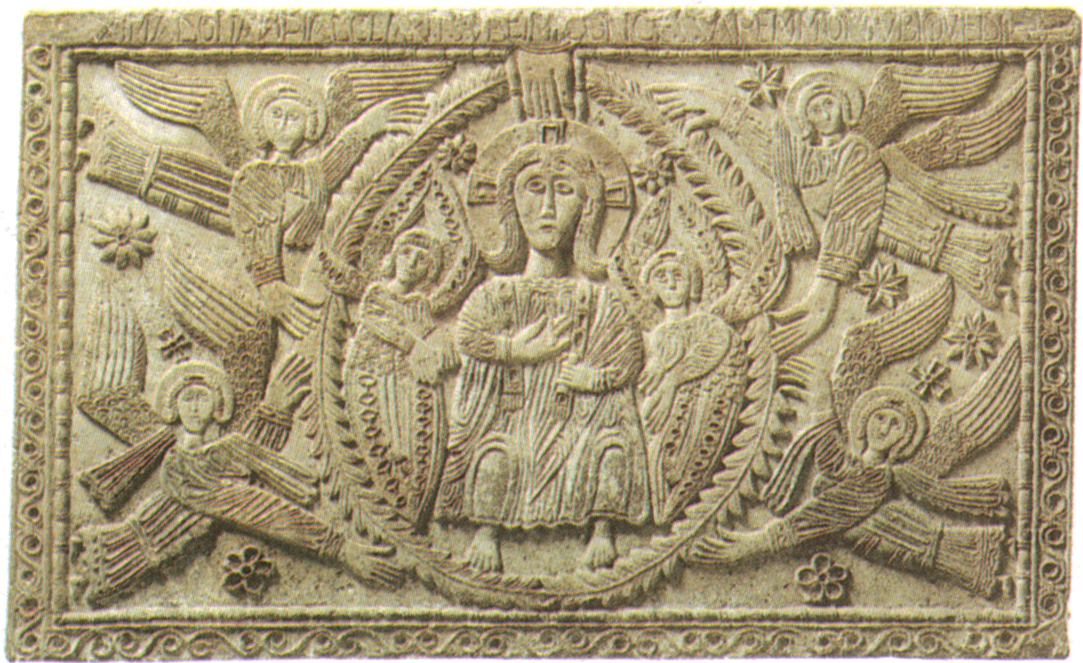
Rilievo dell'altare del Duca Ratchis
Rilievo dell'altare del Duca Ratchis
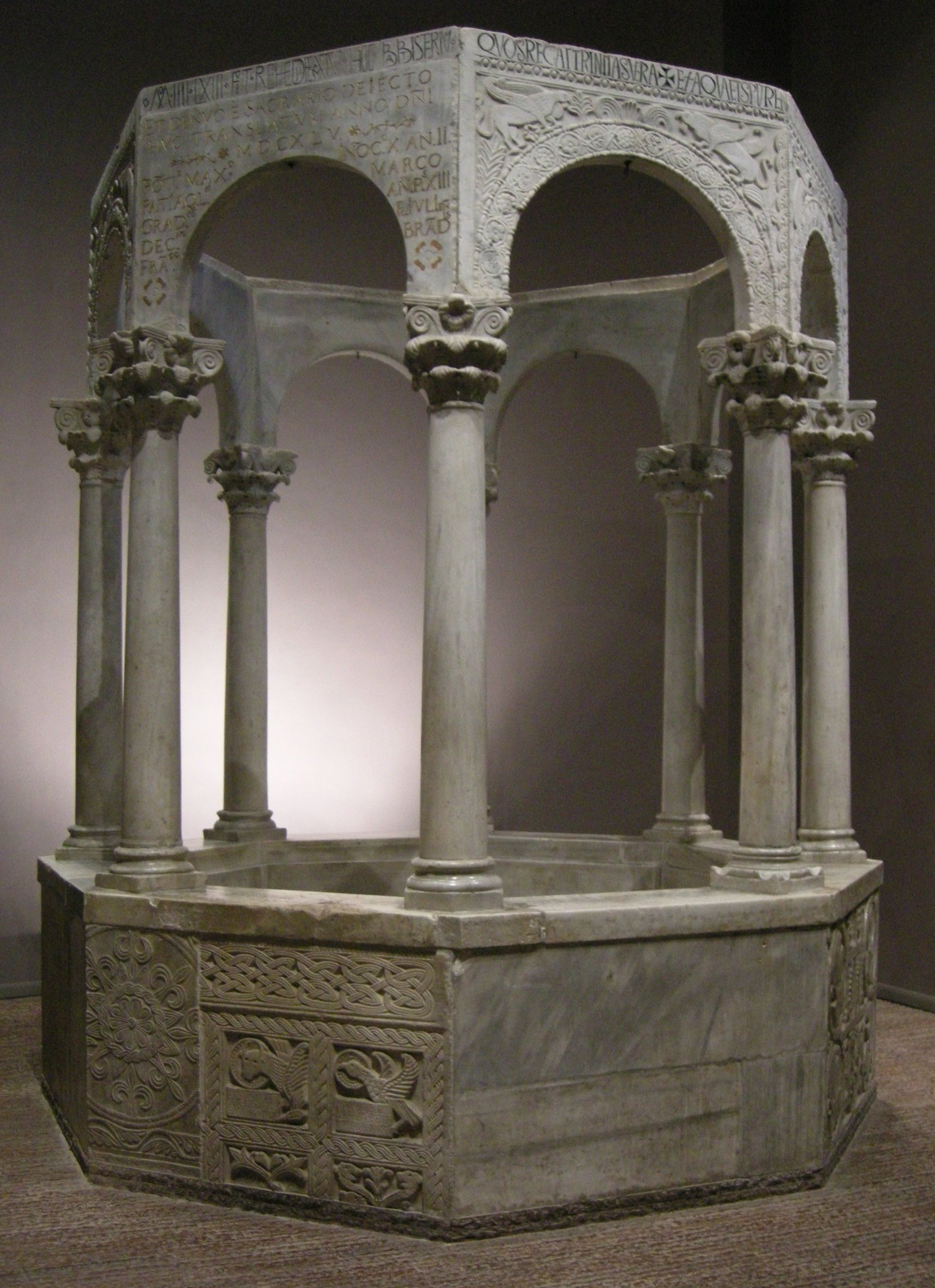
Battistero di Callisto, 730-740, 354 cm di altezza, Cividale del Friuli

### Lavorazione di oro e metalli longobarda

Croce di Gisulfo, VII secolo, 11 cm, Cividale, Museo archeologico nazionale

Già prima della discesa in Italia la principale espressione artistica dei Longobardi era quella legata all'oreficeria, che fondeva le tradizioni germaniche con influenze tardo-romane della provincia della Pannonia. Risalgono a questo iniziale periodo le crocette in lamina d'oro sbalzate, presero il posto delle monete bratteate di ascendenza germanica, già ampiamente diffuse come amuleti. Le crocette, secondo una tipologia di origine bizantina, erano usate come applicazioni sull'abbigliamento. Negli esemplari più antichi presentavano figure di animali stilizzati ma riconoscibili, mentre in seguito furono decorate da intricati elementi vegetali all'interno dei quali comparivano talvolta figurine zoomorfe.
Rientrano nella produzione di alto livello le croci gemmate, come la Croce di Agilulfo, al Museo Serpero di Monza (inizio del VII secolo), con pietre dure e di varie dimensioni incastonate a freddo in maniera simmetrica lungo i bracci. Un altro esempio simile è la copertura dell'Evangeliario di Teodolinda (Monza, Tesoro della Basilica di San Giovanni Battista), dove sulle placche d'oro sono sbalzate due croci con un motivo decorativo simile (603). Era in uso anche una tecnica di incastonatura a caldo, dove si usavano pietre e paste vitree fuse e versate in una fitta rete di alveoli.

Lastrina dello Scudo di Stabio, VII secolo, bronzo dorato, Berna, Historisches museum

La produzione e la decorazione di armi prese in prestito alcuni stilemi dell'oreficeria e sviluppò anche caratteri propri. Grazie a corredi funebri ritrovati, si è venuti a conoscenza di grandi scudi da parata in legno ricoperto di cuoio, sui quali potevano venir applicate sagome in bronzo: per esempio nello scudo di Stabio (Historisches Museum di Berna) erano inchiodate figurine di animali e figure equestri senza precedenti, di immediato e raffinato dinamismo.
Talvolta si cercava di recuperare modelli classici, come nella lastra frontale di elmo della Val di Nievole, detta Lamina di re Agilulfo ed oggi al Museo del Bargello (inizio del VII secolo), dove alcune figurine compongono una parata regale, che rappresenta simbolicamente il potere sovrano, con due vittorie alate quasi caricaturali, ma che testimoniano lo sforzo di riusare modelli antichi secondo il sintetico sentire longobardo.

## Scultura e oreficeria carolingia

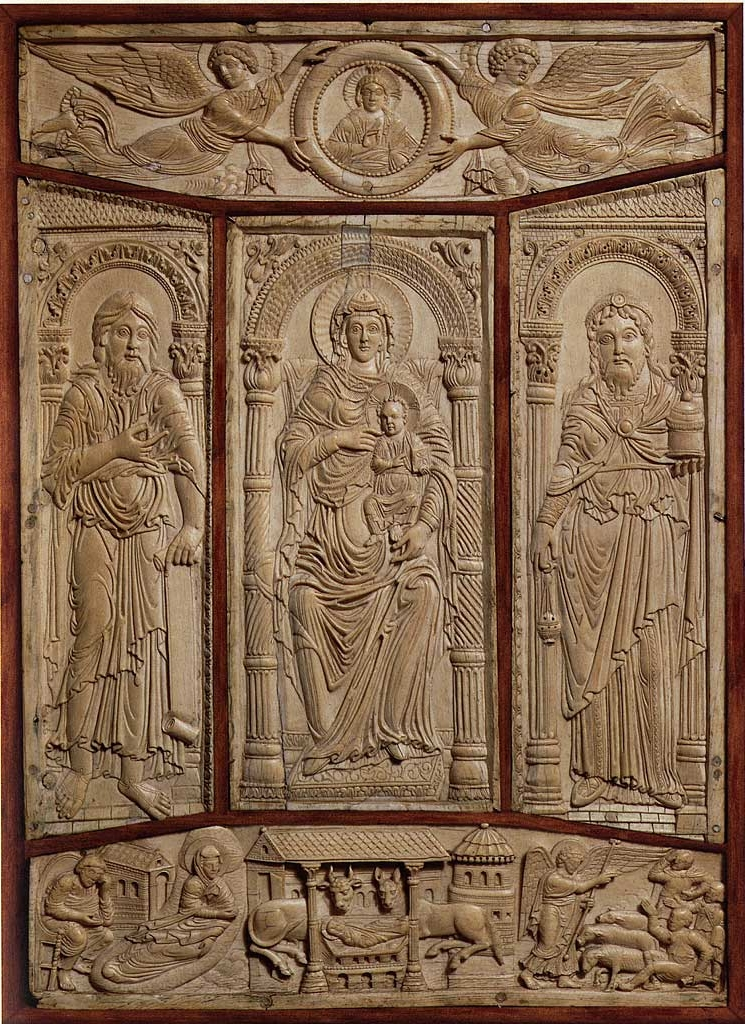
Copertina dell'Evangeliario di Lorsch, 810 circa, 27,50x37,70 cm, British Museum, Londra

Carlo Magno fondò l'impero carolingio alla fine dell'VIII secolo. Tutta la produzione artistica sotto il suo potere subì un processo di "rinascita".
Anche la produzione di oreficerie e di oggetti preziosi in genere ebbe un picco durante la "rinascenza carolingia", grazie anche alle immense ricchezze accumulate nelle vittoriose campagne militari: solo dagli Avari nel 795 erano stati saccheggiati cinquanta carri colmi d'oro e argento. Le opere di alta oreficeria venivano spesso donate a basiliche, abbazie e cattedrali dai sovrani: per esempio, Carlo Magno stesso regalò a Papa Leone III alcune placche per adornare la cattedra di San Pietro dopo l'incoronazione dell'800.

È ancora oggetto di dibattito l'ubicazione dell'opificio imperiale presso il quale venne realizzata la maggior parte dei capolavori d'Oltralpe (l'Evangeliario di Lindau, il Codex Aureus di Sant'Emmerano e il Ciborio di Arnolfo) ma si suppone che potesse trovarsi presso l'abbazia di Saint-Denis.
Il prezioso avorio veniva intagliato con grande maestria per polittici o placche da applicare a libri preziosi o ad altri oggetti.
Nel caso di copertine per libri, queste erano prodotte negli stessi monasteri dove si trovavano gli scriptoria per la miniatura, e avevano caratteri iconografici e stilistici vicini a quelli delle miniature stesse. Queste opere avevano una funzione anche illustrativa, essendo mostrate durante le ostensioni dei libri sacri al popolo, come si faceva con i reliquiari. Restano tra i capolavori di quel periodo le due copertine dell'Evangeliario di Lorsch (oggi una al British Museum e una ai Musei Vaticani), dell'810 circa, che presentano affinità con le placche della cattedra di Massimiano a Ravenna, o la coperta del salterio dell'epoca di Carlo il Calvo, oggi a Zurigo allo Schweizerisches Landesmuseum (870 circa), dove si raggiunse nell'intaglio dell'avorio la morbidezza e rotondità della cera molle, con una vivacità delle scene che ricorda la scuola di Reims, con il dinamismo del Salterio di Utrecht.
Nel Flabello di Tournus (ventaglio liturgico al Museo nazionale del Bargello di Firenze della metà del IX secolo) si trova un gusto più aulico, con scene delle Egloghe di Virgilio, che richiamano le contemporanee miniature delle Bibbie.
Per quanto riguarda l'oreficeria, un capolavoro assoluto è l'altare di Sant'Ambrogio, conservato magnificamente intatto presso la basilica di Milano, fatto per il vescovo Angilberto II da Vuolvino faber. Altri pezzi importanti sono la Coperta del Codice Aureo di Monaco di Baviera (Bayerische Staatsbibliothek, 870 circa) o il cosiddetto Ciborio di Arnolfo (Monaco, Residenz, stesso periodo), decorati con uno stile repentino e "nervoso", ancora collegabile con la scuola di Reims, con numerose linee spezzate che rifrangono la luce sull'oro e creano un effetto scintillante.

## Oreficeria e scultura ottoniana

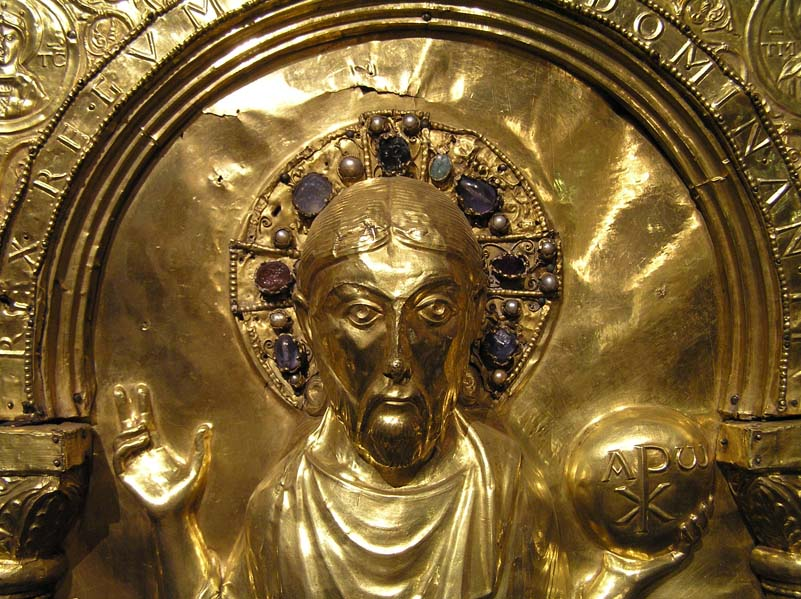
Dettaglio dellAntependium di Basilea

Ottone I di Sassonia seppe rinvigorire il titolo imperiale e risollevare dalla decadenza i territori dell'impero. Anche le discipline artistiche subirono un rinnovo: da un lato veniva perseguita una linea classica, simbolo stesso del rivivere delle istituzioni romane nell'impero; dall'altra nuove inquietudini portavano a raffigurazioni artistiche innovative.
Anche in scultura (soprattutto su avorio) e oreficeria si riscontrano due tendenze principali opposte, che proseguono ciascuna in un solco già avviato in epoca carolingia.

### Corrente "aulica"
La corrente più "classicista" o "aulica mostra un pacato equilibrio, ma anche una plasticità verosimile. È riscontrabile per esempio in lavori come la Madonna con Bambino di Magonza (1000 circa), in avorio (un'iconografia ampiamente ripresa nei secoli XI e XII), come la Situla del vescovo Gotofredo (ante 979, Museo del Duomo di Milano), dove le figure sacre sono inserire compostamente in un'architettura con archi e colonne, secondo un'impostazione derivata probabilmente da sarcofagi tardo-antichi o paleocristiani.
Nella vastissima produzione di oreficeria del periodo, questa corrente ha il capolavoro nell'Antependium di Basilea (ante 1024, Parigi, Museo di Cluny), in legno ricoperto da oro sbalzato, pietre e perle (175 x 120 cm.). Venne realizzato probabilmente a Fulda e donato da Enrico II e Cunegonda ad un'importante fondazione benedettina. Vi sono raffigurate cinque arcate su colonne, occupate da altrettante figure. Quella centrale è più ampia e contiene il Cristo pantocratore, con i piccolissimi sovrani prostrati ai piedi, mentre nelle altre sono scolpiti tre arcangeli e San Benedetto. L'insieme ha una compostezza aulica, con vari stilemi che richiamano le coeve esperienze a Bisanzio.

### Corrente "anticlassica"

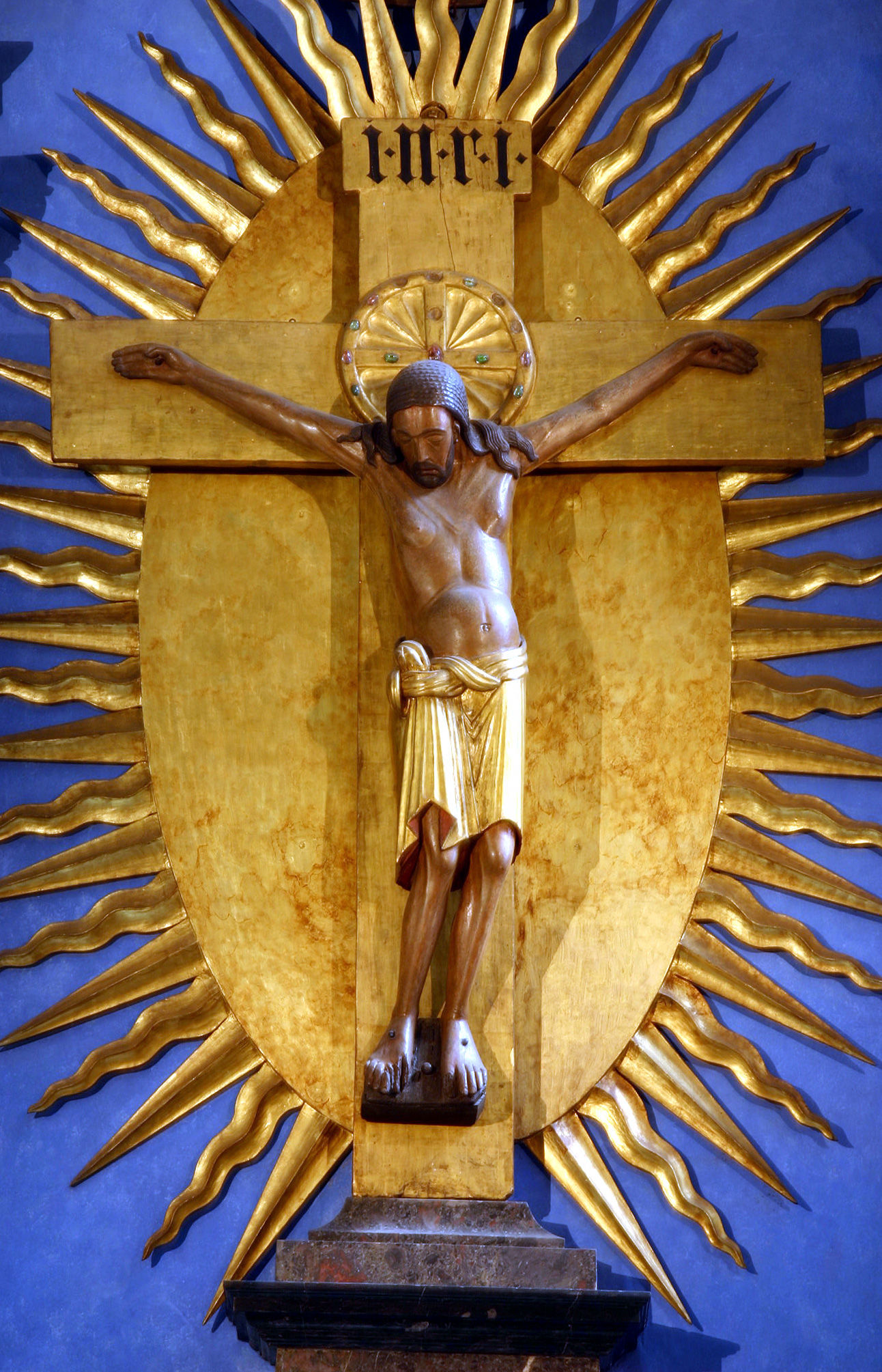
La Croce di Gerone

Più o meno contemporaneamente a questi lavori si faceva strada una corrente più innovativa, che ebbe una profonda influenza nella successiva scultura romanica.
Una delle opere più eloquenti di questo stile è la coperta eburnea con l'Incredulità di San Tommaso, del cosiddetto Maestro di Echternacht, dal nome del monastero dove era stato confezionato il codice miniato al quale ara stata applicata la coperta (fine del X secolo). Le figure sono schiacciate nello spazio e nonostante il bassissimo rilievo sembrano di un volume dirompente. Cristo, rialzato su un piedistallo, alza il braccio per scoprire la ferita del costato verso la quale sembra arrampicarsi San Tommaso, raffigurato eccezionalmente di spalle e con la testa rovesciata verso l'alto, in uno sforzo quasi epico.

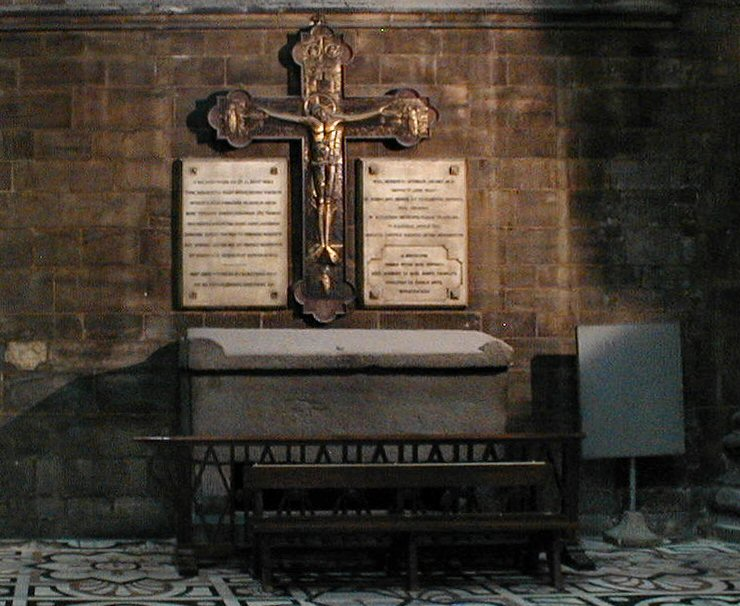
Copia della Croce di Ariberto nel Duomo di Milano

Un'altra opera innovativa si riscontra nel retro della grande Croce di Lotario (38,50 x 50 cm., 1000 circa, conservata nel Tesoro della Cattedrale di Aquisgrana): vi è incisa la crocifissione a bulino, con una sinuosa linearità e drammatico realismo che ricorda le croci dipinte da Cimabue quasi tre secoli dopo. Un'altra rappresentazione simile si trova anche nella monumentale Croce di Gerone (lignea, ante 976), con il corpo del Cristo crocefisso deformato dal peso del corpo abbandonato.
Più posate appaiono le raffigurazioni simili in Italia, sebbene ormai si noti come la rappresentazione si sia ormai spostata sulla figura patetica del Cristo morto, piuttosto che su un'iconografia aulica e trionfale. Tra questi si ricordano la Croce della badessa Raingarda (Pavia, ante 996), la Croce del vescovo Leone (a Vercelli, ante 1026) e la Croce del vescovo Ariberto (a Milano, post 1018).

### I bronzi di Hildesheim
Una notevole testimonianza di scultura in bronzo, risalente all'inizio dell'XI secolo, sono le due grandi porte bronzee della chiesa di San Michele a Hildesheim, montate nel 1015. Vi sono raffigurate otto scene del vecchio testamento su ciascuna, lavorate a in altrettanti riquadri incolonnati. La narrazione si dispiega su ciascun episodio in maniera sciolta, con un equilibrato disporsi delle figure nello spazio, secondo schemi decorativi del Salterio di Utrecht e delle bibbie miniate della scuola di Tours.
Gli elementi architettonici e paesistici sono a bassissimo rilievo, mentre le figure umane emergono anche ad alto rilievo, conferendo drammaticità alla rappresentazione. Delle stesse maestranze resta anche una colonna istoriata a spirale, realizzata qualche anno prima per la stessa chiesa, dove viene ripreso il modello delle colonne romane (come la Colonna Traiana), aggiornato ai temi cattolici, con la narrazione delle storie di Cristo, dal battesimo fino alla crocefissione, in uno stile solenne e dal notevole risalto plastico.